# Třeboň (nádraží)
Třeboň (dříve německy Wittingau) je železniční stanice v severní části města Třeboň v Jihočeském kraji v okrese Jindřichův Hradec. Leží na neelektrizované trati České Velenice – Veselí nad Lužnicí. Třeboň je jednou ze dvou stanic ve městě, vedle zastávky Třeboň lázně. Adresa budovy je Nádražní 259, Třeboň II, 379 01.

## Historie
Třeboňskou železniční stanici vybudovala ze svých prostředků soukromá společnost Dráha císaře Františka Josefa na trase nově budovaného spojení Vídně s Prahou, první vlak tudy projel v lednu roku 1870. Nádraží tehdy neslo německý název Třeboně, Wittingau.

## Popis
Výpravní dvoupatrová budova s lomenou střechou a dvěma čelními štíty stavěná dle jednotného architektonického vzoru stanic Dráhy císaře Františka Josefa byla roku 2010 rekonstruována a opatřena novou fasádou. V roce 2019 stanicí neprocházela žádná pravidelná dálková železniční doprava, provoz zde zajišťují zpravidla osobní vlaky spojující České Velenice a Veselí nad Lužnicí.

## Fotografie

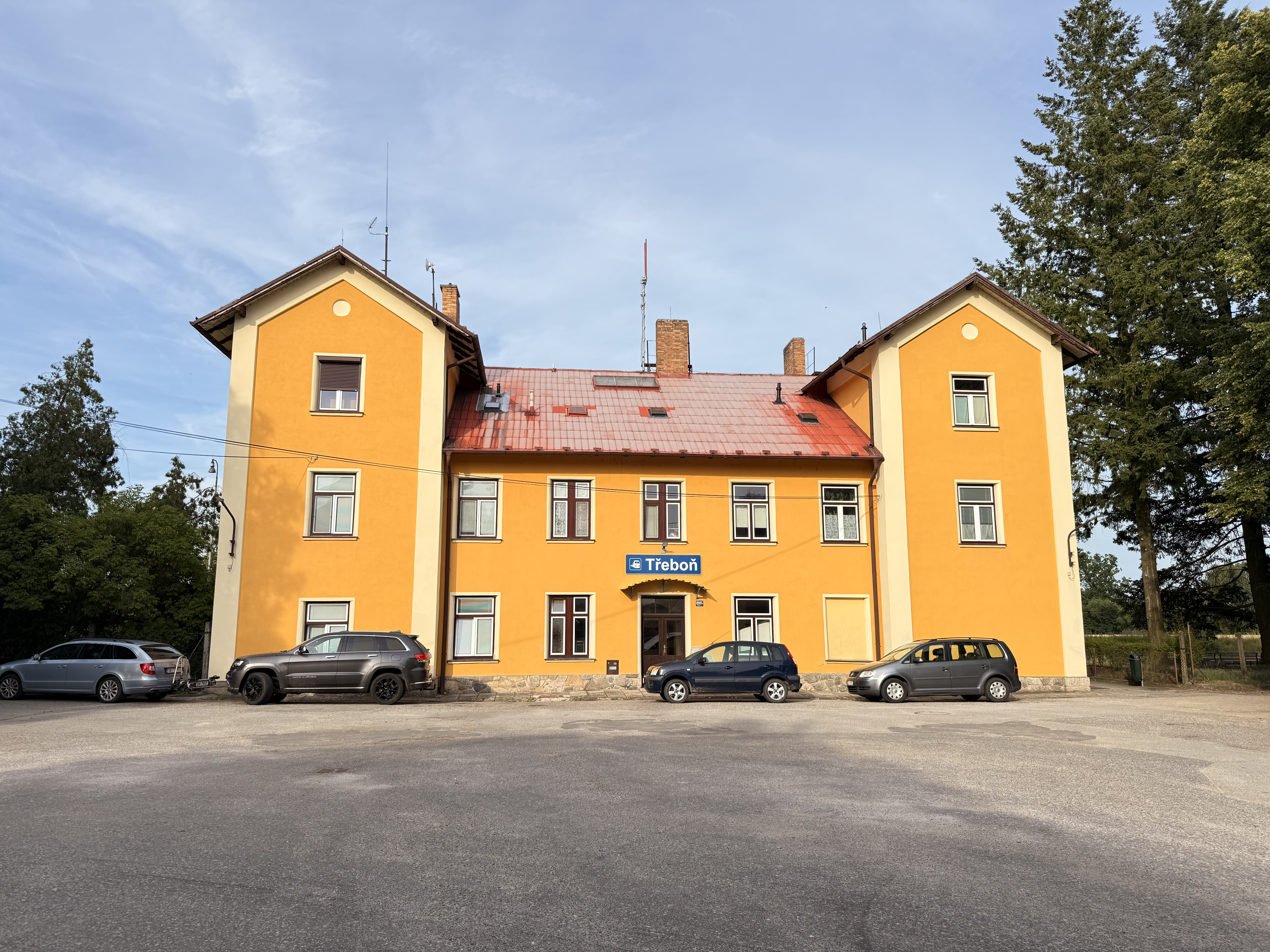
Budova nádraží z ulice (2025)
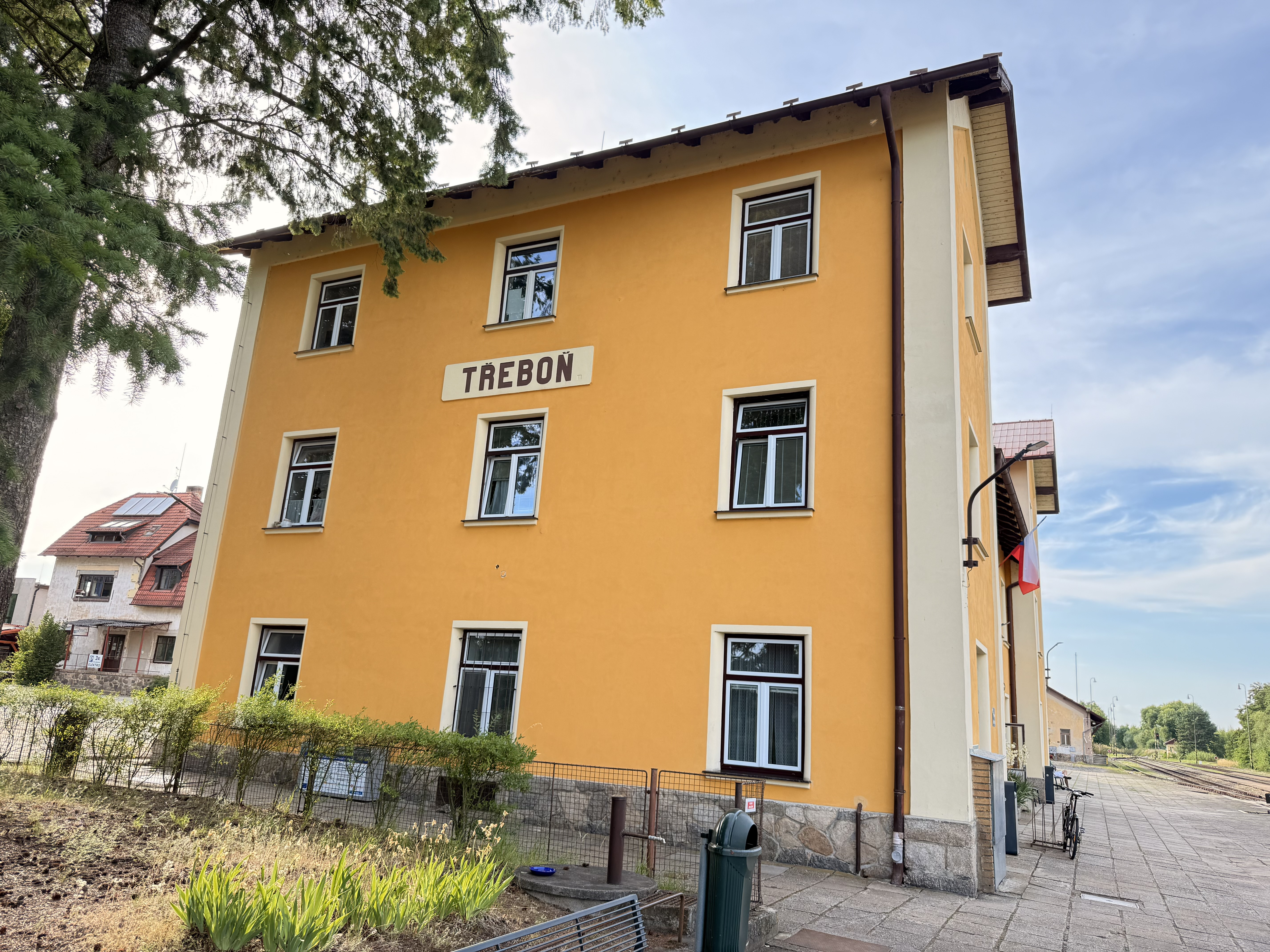
Budova z boční strany (2025)
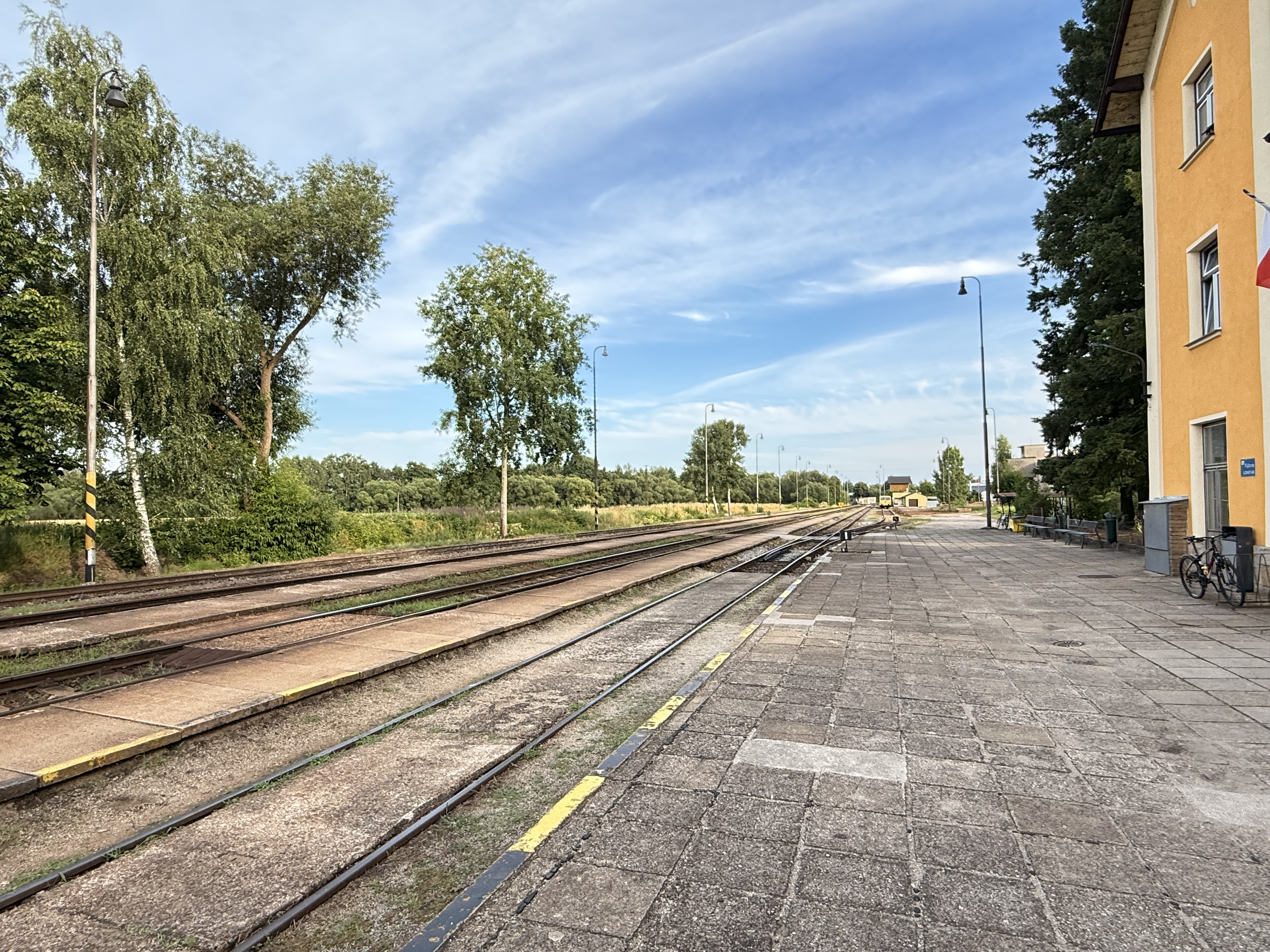
Nástupiště a koleje (2025)